# HD 85583
HD 85583，又名BD+61 1151，SAO 15023、HR 3911，是一颗恒星，视星等为6.27，位于銀經151.35，銀緯45.07，其B1900.0坐标为赤經9h 47m 45.7s，赤緯+61° 45.07′ 15″。